# 春日村立中央中学校
春日村立中央中学校（かすがそんりつちゅうおうちゅうがっこう）は、かつて岐阜県揖斐郡春日村（現・揖斐川町）にあった公立中学校。

## 概要
- 春日村の南西部（現在の春日川合、春日中山、春日香六、春日小宮神）が校区であった。1964年、六合中学校、美束中学校と統合。春日中学校の新設により廃校。
- 校舎は1965年3月まで春日中学校中央分教室として使用された後、中央小学校の施設に転用された。

## 沿革
- 1948年（昭和23年）
  - 4月1日 - 春日中学校〈旧〉から分立し、春日村立中央中学校として開校。中央小学校に併設。校舎は中央小学校の校舎の一部を使用。
  - 5月14日 - 開校式を行う。
- 1956年（昭和31年）8月 - 中学校独立校舎が完成。
- 1964年（昭和39年）
  - 2月18日 - 村議会で統合中学校設立案が議決される。
  - 3月31日 - 六合中学校、美束中学校を統合し、春日中学校の新設により廃校。
  - 4月1日 - 春日中学校中央分教室となる。
- 1965年（昭和40年）3月31日 - 中央小学校に春日中学校の仮の統合校舎が完成。中央分教室を廃止。